# Unterwachtmeister
Der Unterwachtmeister bezeichnete in Deutschland einen Mannschaftsrang der Polizei bzw. einen Unteroffiziersrang der Streitkräfte.

## DDR 1945 bis 1990

### DDR Volkspolizei
In der DDR-Volkspolizei (einschließlich Volkspolizei-Bereitschaften) war Unterwachtmeister der VP (offiziell: Unterwachtmeister der Deutschen Volkspolizei) der zweite Mannschaftsrang, vergleichbar NATO-Rangcode OR-2. Zunächst zeigten die Schulterklappen einen aluminiumfarbene Querbalken, in Anlehnung an die Rangabzeichen für Gefreiter / Obermatrose der Volksarmee. 
Ab ca. 1980 wurde der Balken durch zu ¾ umlaufende (270 Grad), aluminiumfarbene Kordellizen (identisch zur Ordnungspolizei 1941) ersetzt. Die Rangabzeichen der „Volkspolizei-Bereitschaften“ der Kasernierten Einheiten des MDI (ein Querbalken) blieben unverändert.
| Dienstgrad                 |                          |                            |
| niedriger: Anwärter der VP | Unterwachtmeister der VP | höher: Wachtmeister der VP |

### Nationale Volksarmee
In der NVA Artillerietruppe wurde die anfänglich verwendete Rangbezeichnung Unterwachtmeister (hier: Unteroffiziersrang OR-5)
im Jahre 1972 auf Unterfeldwebel umgestellt und somit zu den übrigen Truppengattungen der NVA Landstreitkräfte vereinheitlicht.

## Weimarer Republik und NS-Deutschland bis 1945

### Reichswehr und Wehrmacht
In Reichswehr und Wehrmacht war der Unterwachtmeister der zweitniedrigste Unteroffizierdienstgrad der Kavallerie und Artillerie. In den anderen Waffengattungen, Spezialtruppen und Diensten sowie in der Luftwaffe war das Äquivalent zu diesem Rang der Unterfeldwebel. Beide Dienstgradbezeichnungen waren 1921 aus dem Sergeanten hervorgegangen, den die Reichswehr kurzzeitig von der alten Armee übernommen hatte. Das Äquivalent zu diesem Unteroffiziersrang in der Reichsmarine und Kriegsmarine war der Obermaat.
Historischer Vorläufer des Unterwachtmeisters war der Polizei-Sergeant. Nächsthöherer Dienstgrad bei Polizei und Militär war der Wachtmeister.
| Dienstgrad               |                                    |                     |
| niedriger: Unteroffizier | Unterwachtmeister (Unterfeldwebel) | höher: Wachtmeister |

### Uniformierte Polizei

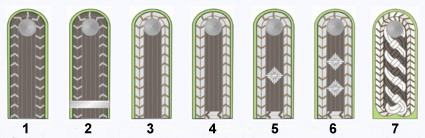
Ziffer 1: Unterwachtmeister

Bei der deutschen uniformierten Polizei der Weimarer Republik und im Dritten Reich war Polizei-Unterwachtmeister die Rangbezeichnung für einen Mannschaftsdienstgrad. Er wurde im Jahre 1923 eingeführt, jedoch nicht in allen Ländern und allen Polizeikörperschaften verwendet. Seit 1941 war der Polizei-Unterwachtmeister reichseinheitlich der zweitunterste Dienstgrad der uniformierten Polizei vor dem Anwärter und hinter dem Rottwachtmeister.
.